# Athos (réseau de renseignements)
Pour les articles homonymes, voir Athos.
Athos était un réseau de renseignements militaires autonome au sein du vaste réseau Zéro durant la Seconde Guerre mondiale. De novembre 1941 à juillet 1944, il a fait partie de la résistance belge face à l'occupation allemande de la Belgique.

## Genèse du réseau Athos (1941)
Les débuts du réseau Athos sont liés au lieutenant de réserve Édouard Cuvelier. D'autres auteurs attribuent la genèse de ce réseau à Fernand Cannoot.
Pierre Vandermies, premier émissaire de la Sûreté de l’État, est parachuté en juin 1941, avec pour mission d'apporter des fonds, de clarifier et identifier les réseaux de renseignements œuvrant en Belgique pour le compte du gouvernement belge en exil à Londres. En effet, le gouvernement belge ignore comment s'est structuré la résistance et le renseignement face à l'occupant nazi. C'est ainsi qu'en juillet 1941, Pierre Vandermies (alias commandant Dewinde) se met en rapport avec Cuvelier et « dés ce moment je [Cuvelier] servis d'agent de liaison entre les groupements Luc (Leclerc-Bernard-Cauvin) et le service Zero (Kerkofs-Moens) de même qu'avec le colonel Lentz. »
Cuvelier avait commencé à transmettre des renseignements sous le nom « 3 Mousquetaires » puis sous le nom de « Aramis » car il existait déjà un réseau s'intitulant « 3 mousquetaires » composé de René Watteau (Athos), Joseph Eglem (Porthos) et Ernest  Havaux  (Aramis ). Le réseau 3 Mousquetaires sera totalement démantelé en octobre 1942. En effet, le 3 octobre, Ernest Havaux est fusillé avec Jean Cornez (service Béret) et le 26 octobre, c'est l'arrestation de René Watteau dernier dirigeant de « 3 mousquetaires ». Édouard Cuvelier poursuit son activité de liaison jusqu'en novembre 1941 au moment du départ de Kerkofs et Moens. En octobre 1941, pour éviter de tomber aux mains des nazis, Kerkoff et Moens quittent en effet la Belgique et rejoindront ainsi, via l'Espagne et Gibraltar, Londres en 1942. ils laissent la direction de Zéro à William Ugeux.
À la suite d'une entrevue avec le commandant Dewinde, Cuvelier continue d'assurer la liaison entre les groupes Walter, Luc, Légion Belge et Portemine. C'est à ce moment qu'il prend comme adjoint le lieutenant Fernand Cannoot.
Cuvelier commence à organiser un réseau qui prendra finalement le nom  « Athos », utilisant pour lui-même le pseudo « Aramis », et recrutant pour le seconder Fernand Cannoot alias « Athos » et Jean Paul Harroy « Porthos » . Ils constituaient ainsi un des 5 réseaux autonomes de « Zéro » : le réseau Athos qui s'occupa principalement de renseignements militaires.

## Exfiltration d’Édouard Cuvelier (1942)
Début mars 1942, Cuvelier reçoit chez lui Jean Cornez alias « white ».
Cornez aurait dû être le radio du réseau Luc. Cependant, le contact étant perdu avec le réseau Luc, Cornez apporte alors à Cuvelier, l'ordre venu de la "Sureté de l’État" à Londres de créer un réseau de renseignements militaires, indépendant au sein de Zéro, le code Béret.
Dorénavant, en mars 1942 au sein de « Béret », Cuvelier déploie une plus grande activité de renseignements grâce à Cornez, car il dispose d'une liaison directe avec Londres.
Le réseau Béret et Athos ont leur histoire mêlée du fait de l'arrivée de Jean Cornez.
Lors d'une liaison radio avec Londres, Cornez est repéré et arrêté par les Allemands au domicile de Cuvelier.
Rapidement, Athos (novembre 1942) passe alors sous la direction de Fernand Cannoot, du fait de l'exfiltration vers Londres d’Édouard Cuvelier après l'arrestation de Jean Cornez, le 15 avril 1942.

## Les désaccords avec Zéro
À partir du moment où Fernand Cannoot prend la direction de Athos, des désaccords avec la tutelle de Zéro vont apparaître. En effet, Athos est  un « secteur autonome » du réseau Zéro. Athos dépend de Zéro pour le financement de ses activités et l'acheminement de  ses renseignements jusqu'à Londres. Pour le reste, c'est Fernand Cannoot qui dirige et recrute ses agents.

### Crise de légitimité entre militaires et civils
Les membres du réseau Athos recrutés par Cannoot sont des agents de la « deuxième section » du ministère de la défense, des militaires « royalistes ».
Alors que Zéro est constitué par des civils, juristes, restés fidèles au gouvernement Belge en exil. Les agents de Zéro sont sous la tutelle de la « sureté de l’État » du ministère de la justice.
Par exemple, William Ugeux est un ami personnel de Hubert Pierlot premier ministre du gouvernement belge en exil.
Cette différence aboutit à des divergences sur l'importance du renseignement : Athos donnant la priorité aux renseignements militaires, tandis que le réseau Zéro s’attachant aux renseignements économiques, politiques sans exclure, évidemment le renseignement militaire.

### Désaccord sur la stratégie
Ces divergences induisent des stratégies différentes !
Fin 1943, Athos met en place une stratégie violente avec André Moyen et les "groupes de chocs" chargés de récupérer du renseignement et de l'argent par la force et le sabotage, si nécessaire.
Ce qui est en contradiction totale avec les recommandations de la "sureté de l’État" qui demande à ses agents de ne pas utiliser d'armes, de passer inaperçus, de se fondre dans la société civile afin de recueillir le meilleur renseignement possible, et ... de durer.
Notamment, lorsque Jean Cornez arrive de Londres en mars 1942, il apporte l'ordre de cloisonner les réseaux de renseignements, de rompre les liens avec les groupes de résistances armés et de sabotage, et cela pour des raisons évidentes de sécurité et d'efficacité.
Ordre de mission de Jean Cornez : 
"Comme le réseau de renseignements doit rester absolument sauf quels que soient les événements, il y a lieu de rompre tout contact avec des organisations s'occupant d'autres choses que du renseignements.".

### Une forte personnalité
Fernand Cannoot est une forte personnalité qui ambitionne la direction du réseau Zéro au moment de la succession de Albert Hachez. En juin 1942, William Ugeux, trop recherché par les polices nazis, doit rejoindre Londres pour un temps et laisse la direction de Zéro à Albert Hachez. En juin 1943, c'est au tour de Hachez de rejoindre Londres. Maxime Vanpraag prend la direction de Zéro sur un quiproquo créé par Hachez qui aurait souhaité une direction double entre Cannoot et Vanpraag. Fernand Cannoot et Maxime Vanpraag seront en froid, ce qui compliquera la coopération entre Zéro et Athos.

## Épilogue
Édouard Cuvelier, Fernand Cannoot, Jean Paul Harroy, et Albert Hachez retournent à la vie civile après guerre.
André Moyen entre au service du contre espionnage belge après guerre.
Jean Cornez fut exécuté le 3 octobre 1942.
Maxime Vanpraag, arrêté le 2 juillet 1944, meurt en déportation.